# Santuario di Atsuta
Il santuario di Atsuta (熱田神宮?, Atsuta Jingū) è un santuario shintoista (jinja) ad Atsuta-ku (Nagoya), dedicato principalmente al dio Atsuta-no-ōkami.

## Storia
Conosciuto come il secondo più importante santuario shintoista del Giappone (il più importante è il Grande Santuario di Ise), è consacrato alla spada Kusanagi (草薙神剣, la spada sacra), uno dei tre Sacri Tesori del Giappone. Celebra circa settanta festival (matsuri) all'anno, possiede inoltre circa 4 000 tesori nazionali accumulati nei suoi 2000 anni di storia.